# Disonycha admirabila
Disonycha admirabila är en skalbaggsart som beskrevs av Willis Blatchley 1924. Disonycha admirabila ingår i släktet Disonycha och familjen bladbaggar. Inga underarter finns listade i Catalogue of Life.